# Маєток Стецьких
Маєток Стецьких — історичний комплекс, розташований на берегах р. Стави у с. Великі Межирічі Корецького району Рівненської області. До його складу входили палац, два флігелі, парк із ботанічним садом і штучним ставом, будинки для челяді, стайня, псарня, фільварки, костел із родовим склепом.

## Історія

Радван герб Стецьких

Поселення вперше згадане 1544 р. Іноді в літературі уточнюють, що це «Межирічі Корецькі», а не «Межирічі Острозькі». Із 1559 р. належало князю Богушеві Корецькому, який звів тут замок. Далі, згідно із заповітом, маєтність успадкував князь Яким (Йоахім) Корецький, який укріпив замок валами і мурами, перетворивши його на фортецю.
1650 року останній власник із роду князів Корецьких, князь Самуель-Кароль Корецький, передав маєток у власність князя Александера Міхала Любомирського. Згодом його успадкував Францішек Себастьян Любомирський, пізніше Єжи Домінік Любомирський, який збудував тут римсько-католицький колегіум, навчання в якому відбувалося під патронатом ченців ордену піарів. У 1702 р. при ньому звели костел святого Антонія у стилі бароко (архітектор Войцех Ленартович). У 1706 р. король Август II Фрідріх відібрав маєток і віддав Олександру Меншикову, втім, уже в 1711 р. повернули Любомирським.
1773 р. власником села став Ян Казімеж Стецький, який у 1793—1800 рр. збудував тут власний маєток. Існують дві точки зору, яким чином Стецький отримав маєток. За першою, він придбав його від Францішека Фердинанда Любомирського, за другою — виграв у карти в пана Яблоновського. Згодом маєток успадкував Ян Юзеф Стецький (учасник повстання 1831 року). Через причетність до антиросійської діяльності Людвік Стецький не зміг успадкувати родинний маєток, тому той був конфіскований і на декілька десятиліть перетворився на казенне містечко. Після амністії, дарованої імператором Олександром II, маєток повернули Генрикові Стецькому, який подарував його Вітольдові Стецькому. Далі маєток перейшов у власність до Адама Стецького, а потім до Юзефа Стецького, який володів ним до 1939 р. Після Другої світової війни маєток Стецьких пристосували під інтернат.
Зараз приміщення палацу є в аварійному стані, але підпорядковуються спецшколі-інтернату.

## Опис

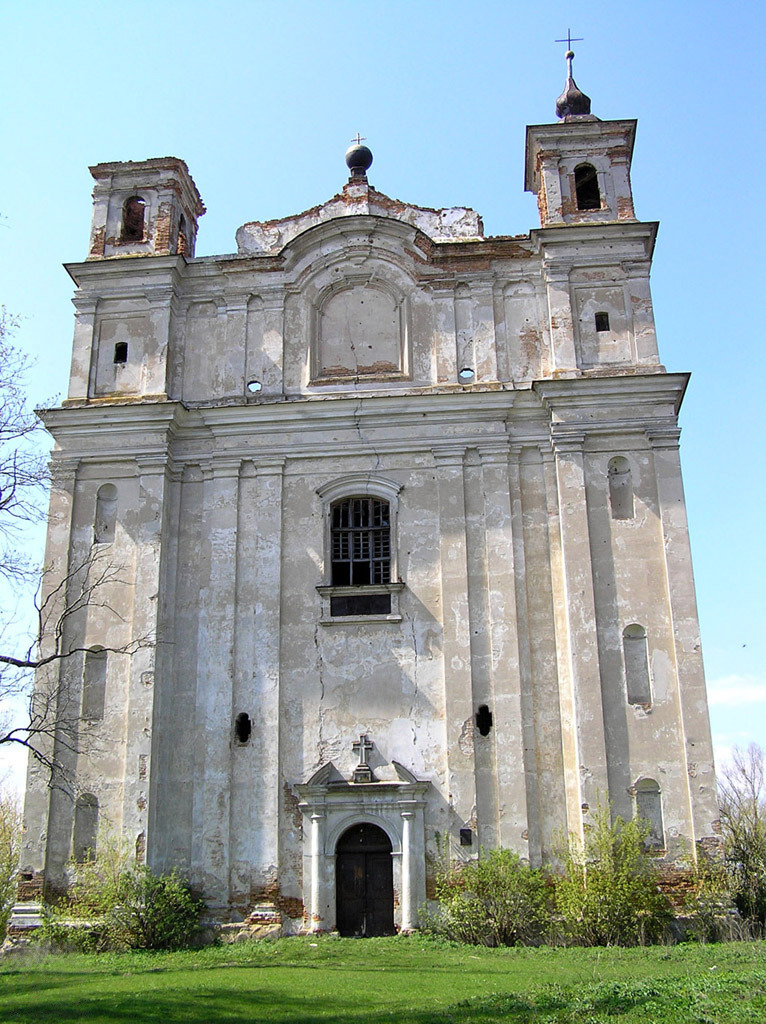
Костел святого Антонія

У склад маєтку входили палац, два флігелі, парк із ботанічним садом і штучним ставом, будинки для челяді, стайня, псарня, фільварки, костел із родовим склепом.
Палац, зведений у стилі класицизму (архітектор Доменіко Мерліні), мав два фасади. Парадний вхід прикрашав портик іонічного ордену, колони поставлені у два ряди — шість у внутрішньому й чотири в зовнішньому. До палацу симетрично прибудовані дві дугоподібні галереї-переходи, які з'єднували палац із флігелями. Із внутрішнього боку галереї прикрашені колонами тосканського ордеру. Палац мав французьку систему розташування кімнат. Парадна зала розташовувалася на другому поверсі; стіни на сходах розмальовані виглядами руїн старого замку, а стелю прикрашало зображення нового палацу. Головна зала була оздоблена в бароковому стилі, тут до тепер збереглася ліпнина й архітектурні деталі. У саду, недалеко від палацу, розташовувалась будівля театру на кілька сотень глядачів. Тут виступали актори аматори, хоча іноді це були гастролючі трупи. Окрім того, у маєтку діяла музична капела та оркестр.
Маєтковий парк (архітектор Шимон Богуміл Цуг), закладений у ландшафтному стилі, прикрашав штучний став і ботанічний сад з оранжереями (див. також Великомежиріцький парк).
Будинки для челяді розташовувались неподалік від палацу і серед місцевих мешканців називались «чворки».
У стайнях маєтку утримували більше сотні чистокровних англійських і турецьких скакунів за якими доглядали конюхи німецького походження. Дотепер ці будови не збереглись.
До маєткової економії входило декілька фільварків, найбільший із них був у с. Новини, де розміщувалась лісопильня. Окрім цього, наймані працівники займались скотарством і землеробством.
Костел святого Антонія мав крипту, де покоїлись тіла місцевих шляхтичів, зокрема й Стецьких (наприклад, тут був похований Павел Стецький). У 2014 р. останки зі склепу (крипти) були перепоховані біля костелу.

## Галерея

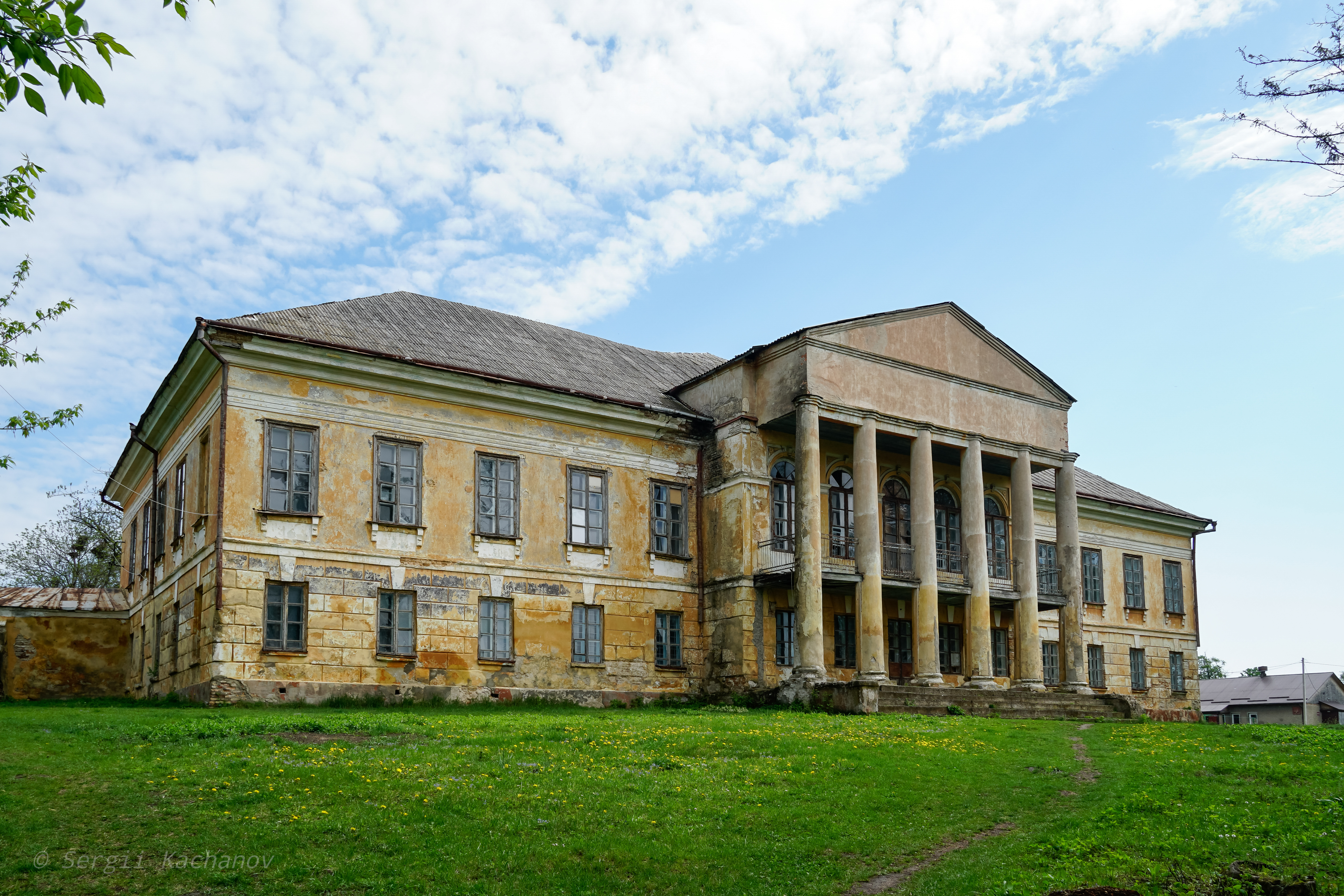
Палац маєтку Стецьких
Флігель маєтку Стецьких
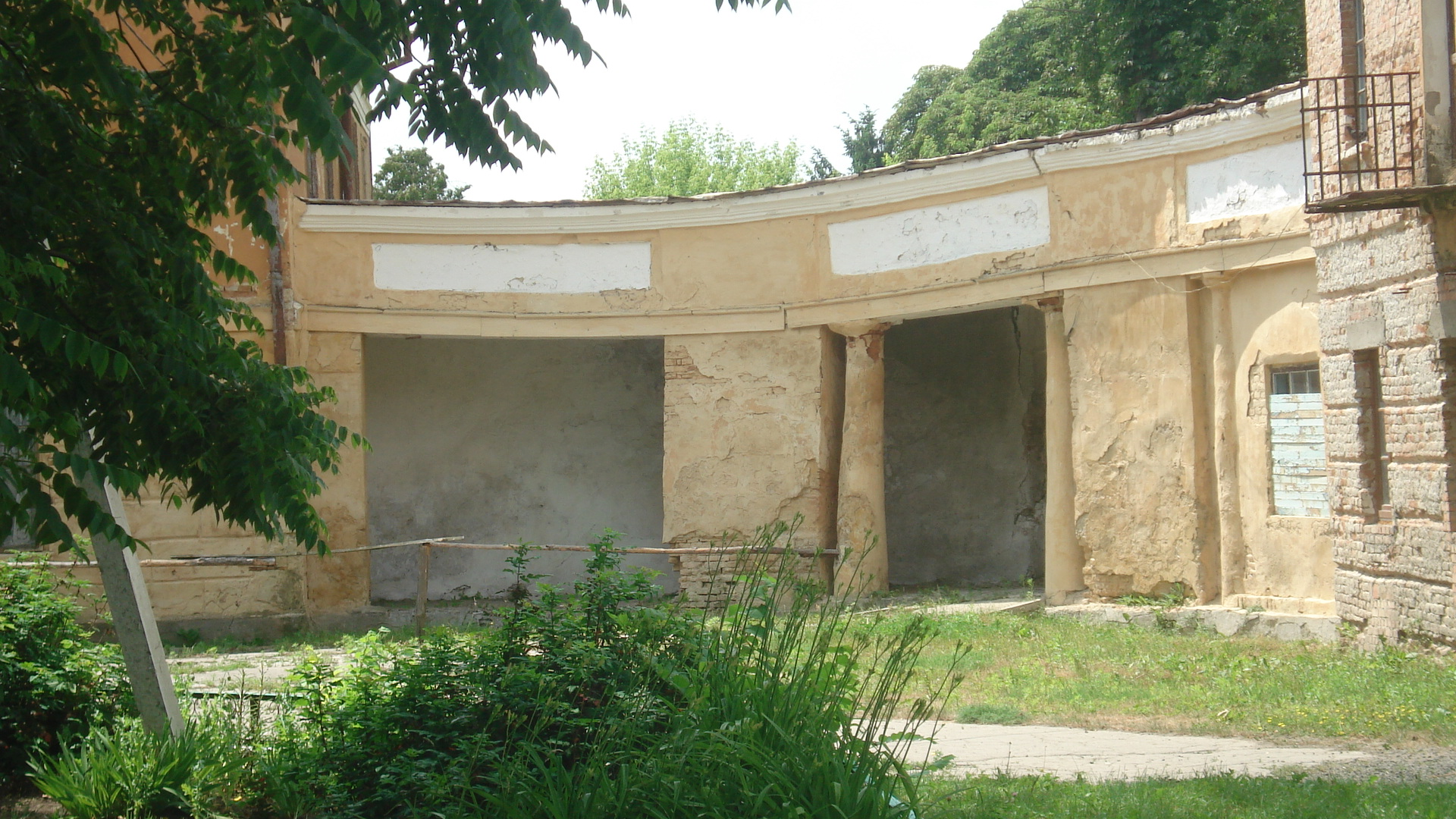
Галерея від палацу до флігеля
Паркове озеро маєтку Стецьких
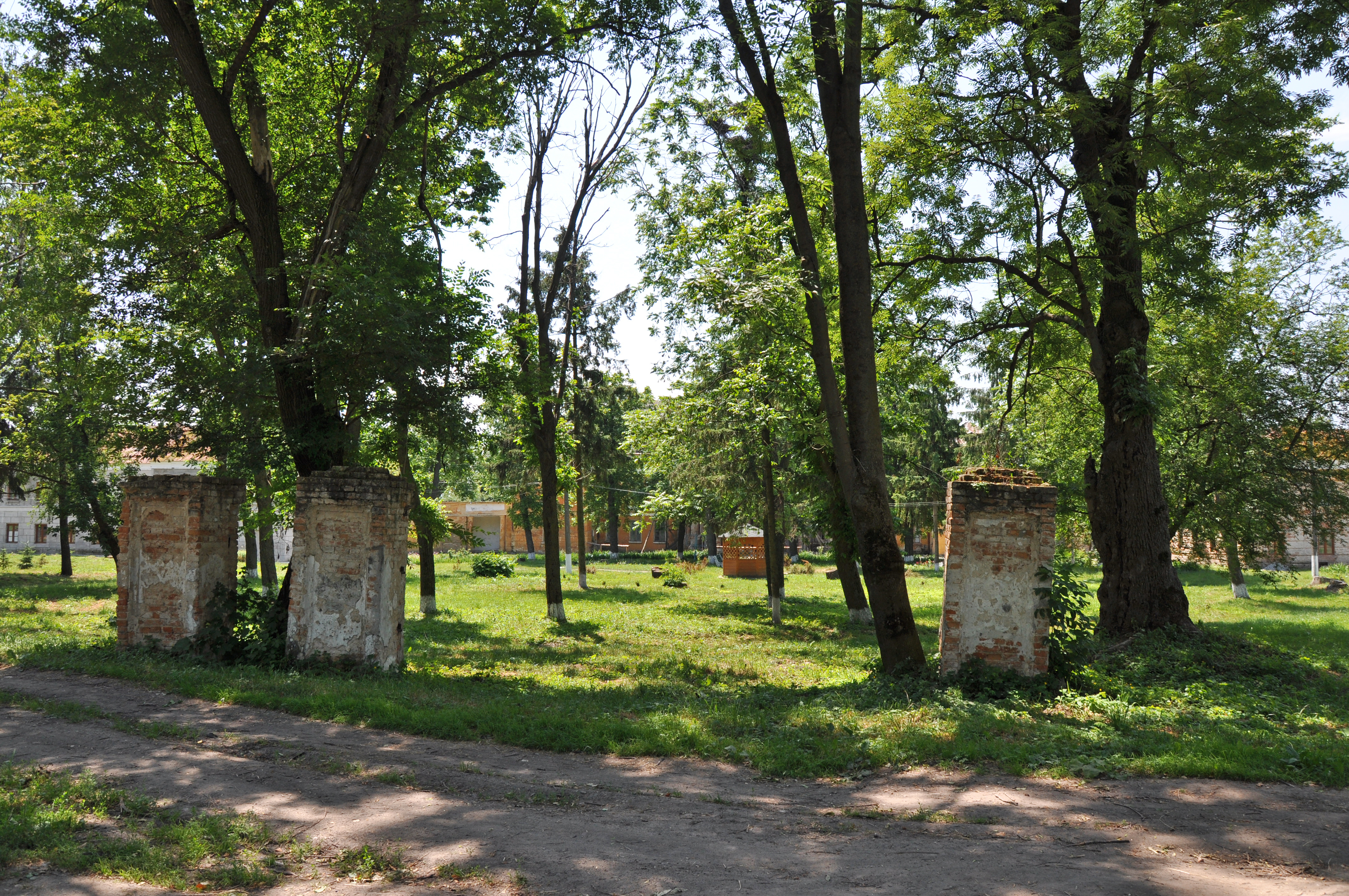
В'їзні ворота маєтку Стецьких
Ліпне оздоблення в палаці Стецьких
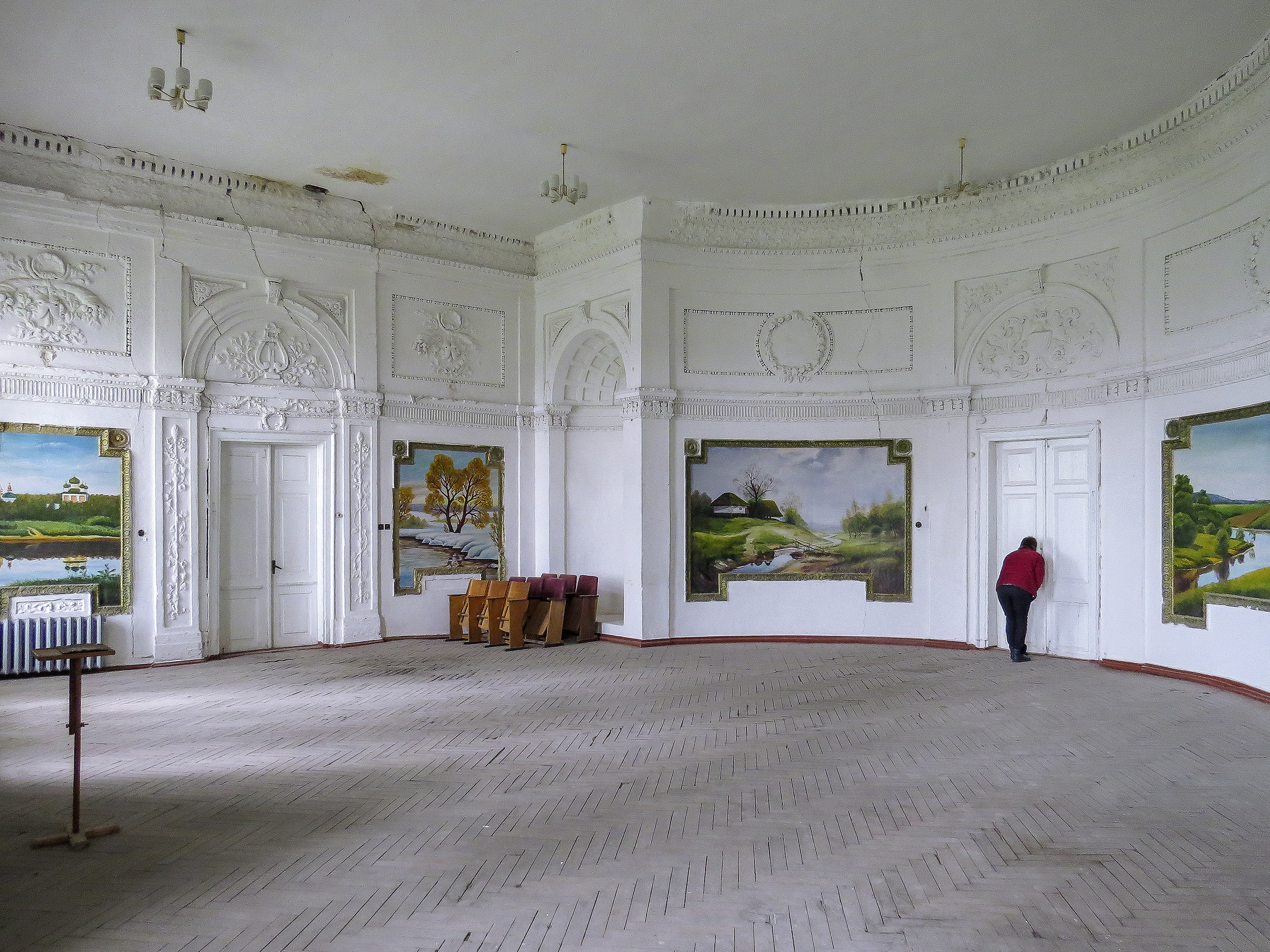
Палац Стецьких всередині
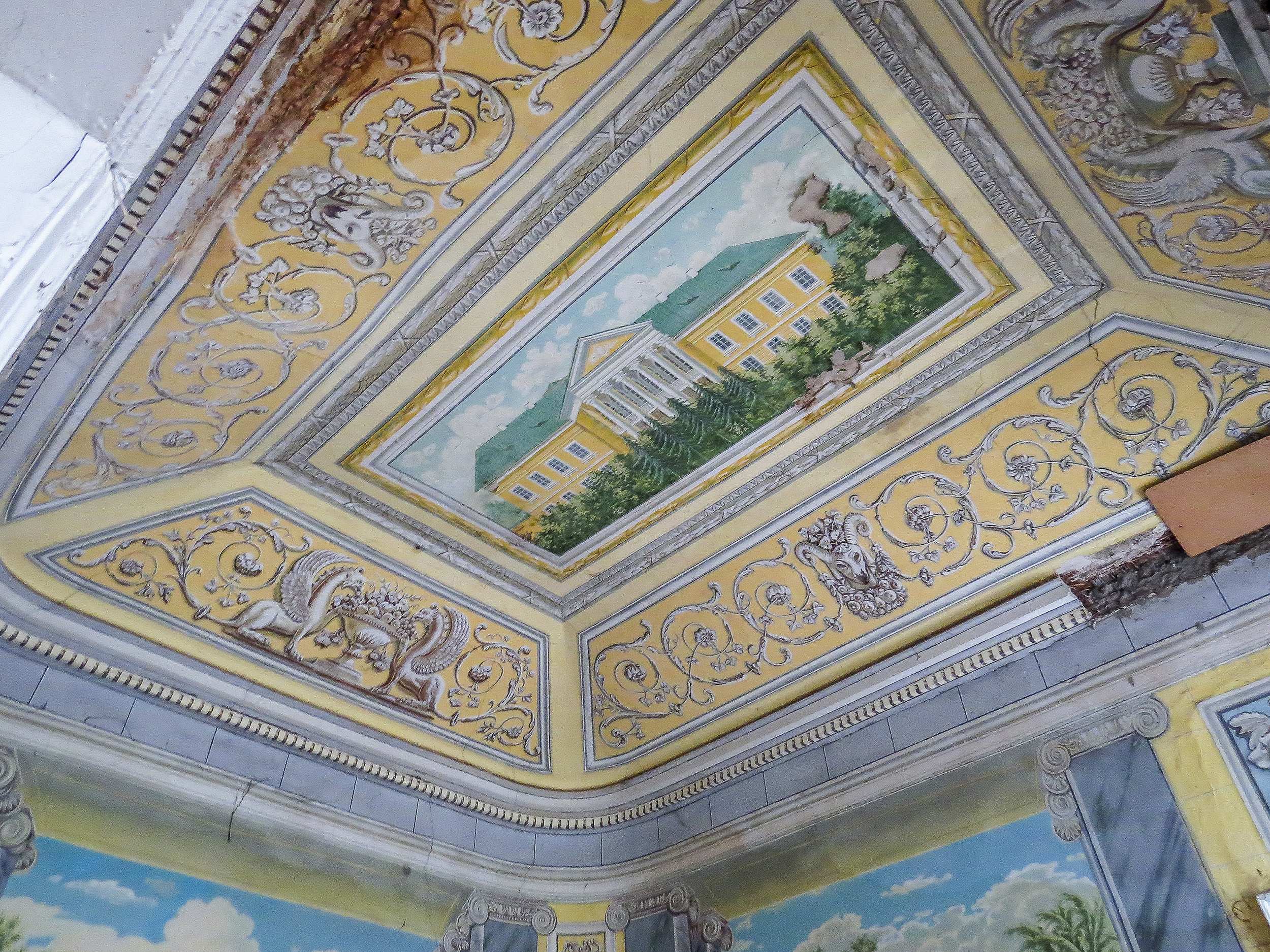
Палац Стецьких всередині
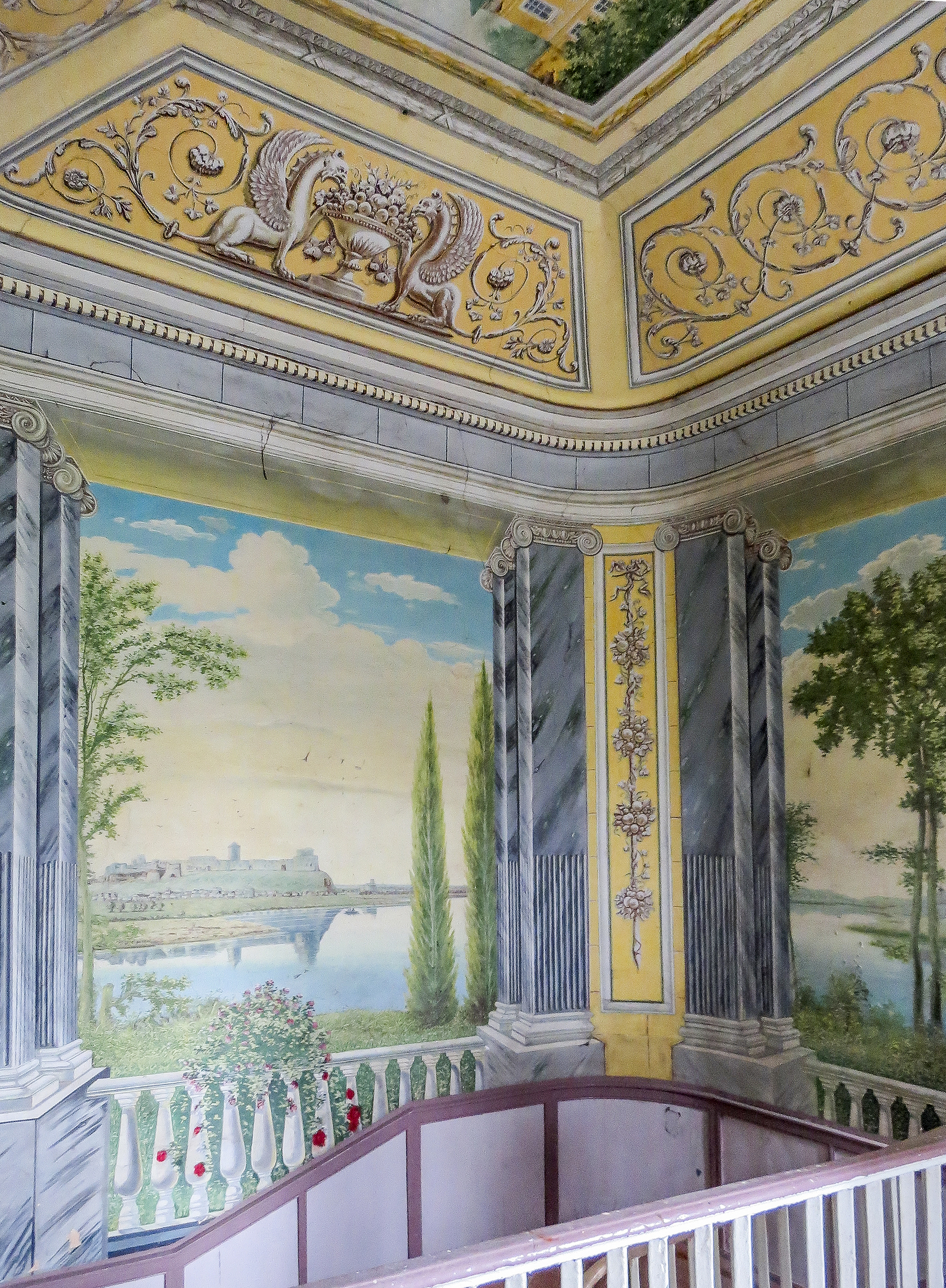
Палац Стецьких всередині